# Cornimont (Frankrijk)
Cornimont (Duits: Hornenberg) is een gemeente in het Franse departement Vosges in de regio Grand Est. De La Bresse maakt deel uit van het arrondissement Épinal en sinds 22 maart 2015 van het op die dag opgerichte kanton La Bresse waarin de gemeenten werden opgenomen van het op die dag opgeheven kanton Saulxures-sur-Moselotte, waar Cornimont daarvoor onder viel.

## Geografie
De oppervlakte van Cornimont bedraagt 40,4 km², de bevolkingsdichtheid is 93,1 inwoners per km².
De onderstaande kaart toont de ligging van Cornimont (Frankrijk) met de belangrijkste infrastructuur en aangrenzende gemeenten.

## Demografie
Onderstaande figuur toont het verloop van het inwonertal (bron: INSEE-tellingen).

## Geboren
- Christophe Mengin (1968), wielrenner